# Cher (álbum de 1987)
Cher es el décimo noveno álbum de estudio de la cantante Cher, fue publicado el 10 de noviembre de 1987 a través de Geffen Records. Fue condecorado con un disco de platino por la RIAA en julio de 1992.
Este álbum no solo significó el regreso a la música por parte de la diva, sino que también ingresa a las altas ventas con 7 millones de copias alrededor del mundo.
Fue el primer álbum de Cher en ser lanzado por la compañía Geffen Records y el segundo en ser homónimo. Tomamos a este álbum como un punto de partida (a pesar de que la carrera de Cher es mucho más extensa) ya que presenta junto con su primera incursión seria en el cine con "Silkwood", a una Cher respetable y seria. El álbum sale al mercado en 1987, uno de los temas principales "I Found Someone" escrito y producido por Michael Bolton llega al número 5 de los Chart de Inglaterra . Junto a él salieron los video de "We All Sleep Alone" (Que luego saldría reversionado en Believe), "Main Man" y por supuesto "I Found Someone", en todos ellos aparece uno de los mejores amigo de Cher, Rob Camilleti que en ese entonces formaba pareja con ella.
Este disco también incluye una nueva versión de su gran éxito "Bang Bang (My Baby Shot Me Down)" esta vez con ecos y repercusiones.

## U.S. Chart Posiciones/ Charts
| Chart (1987) | Posición Más Alta |
| ------------ | ----------------- |
| álbum chart  | 32                |

## Lista de canciones
1. "I Found Someone" (Michael Bolton, Mark Mangold) – 3:44
2. "We All Sleep Alone" (Jon Bon Jovi, Desmond Child, Richie Sambora) – 3:56
3. "Bang Bang" (Sonny Bono) – 3:54
4. "Main Man" (Child) – 3:51
5. "Give Our Love a Fightin' Chance" (Child, Diane Warren) – 4:09
6. "Perfection" (Child, Warren) performed by Cher, Bonnie Tyler, & Darlene Love – 4:31
7. "Dangerous Times" (Roger Bruno, Susan Pomerantz, Ellen Schwartz) – 3:03
8. "Skin Deep" (Jon Lind, Mark Goldenberg) – 4:49
9. "Working Girl" (Child, Bolton) – 3:59
10. "Hard Enough Getting Over You" (Bolton, Doug James) – 3:47